# Съветска окупация на Бесарабия и Северна Буковина
Съветската окупация на Бесарабия и Северна Буковина продължава от 28 юни до 4 юли 1940 г. в резултат на ултиматума, даден от Съветския съюз на Румъния на 26 юни 1940 г., заплашващ използването на военна сила. Бесарабия е част от Кралство Румъния от времето на Руската гражданска война, Буковина след разпадането на Австро-Унгария, докато Херца е окръг на Румънското старо царство. Регионите с обща площ от 50 762 km2 и население от 3 776 309 жители, впоследствие са включени в Съветския съюз. На 26 октомври 1940 г. шест румънски острова, разположени на Килийския ръкав на река Дунав, с площ 23.75 km2, също са окупирани от Съветската армия.
Бесарабия, Северна Буковина и Херца остават част от Съветския съюз до неговото разпадане през 1991 г. След това тези региони стават част от независимите държави Молдова и Украйна. В своята декларация за независимост от 27 август 1991 г. правителството на Молдова осъжда създаването на Молдовската съветска социалистическа република и обявява, че няма правно основание.